# S-Bahn Tirol
S-Bahn Tirol er et S-banesystem, der er under udbygning i og omkring Innsbruck i Tyrol/Østrig.
Den første linje blev åbnet den 9. december 2007 mellem byerne Telfs-Pfaffenhofen og Hall in Tirol via Innsbruck Hauptbahnhof og Innsbruck Westbahnhof. Der køres mellem kl. 6 om morgenen og kl. 22 hver halve time. Strækningen er på 36 km med i alt 11 stationer.
På linjen benyttes vogne af typen "TALENT" af serie 4024 fra ÖBB.
I 2008 udbygges linjen med tre nye stationer i Innsbruck og der opføres samtidig en ny station i Hall, og december 2008 åbnes en ny linje på en del af Brennerbanen gennem Wipptal. I tredje fase af udbygningen sættes intervallet op, så der afgår et tog hvert 15. minut, og S-banen forlænges mod øst til Wörgl. Denne fase forventes færdig tidligst i 2010.
I senere faser tænkes inddraget dele af den eksiterende nord-sydgående Mittenwaldbahn (Karwendelbahn) mellem Innsbruck og Garmisch-Partenkirchen i Tyskland. Omkring 2015 ønsker man tre S-togslinjer med knudepunkt i og omkring Insbruck.
Etableringen af den nye S-bane har været en passagermæssig succes. Allerede 3 måneder efter indsættelsen af S-banetogene med hyppigere afgange blev der solgt 17 % flere billetter, hvoraf alene salget af månedskort steg 10 %.